# Prisioneros de guerra finlandeses en la Unión Soviética
Hubo dos oleadas de prisioneros de guerra finlandeses en la Unión Soviética durante la Segunda Guerra Mundial: prisioneros de guerra durante la Guerra de Invierno y la Guerra de Continuación.

## Guerra de Invierno
Antes de la Guerra de Invierno (1939-1940), la Unión Soviética estableció el campamento principal para los prisioneros de guerra finlandeses dentro del antiguo monasterio cerca de Gryazovets en el Óblast de Vólogda, Rusia. El NKVD esperaba que la guerra daría lugar a muchos prisioneros de guerra y planeó nueve campamentos para manejar a unos 25 000 hombres. Sin embargo, durante toda la Guerra de Invierno solo hubo unos 900 prisioneros de guerra finlandeses, de los cuales unos 600 fueron ubicados en el campamento de Gryazivets. Un total de 838 prisioneros de guerra finlandeses fueron devueltos a Finlandia. El último envío de finlandeses salió de Rusia el 20 de abril de 1940.

## Guerra de Continuación
El número de prisioneros de guerra finlandeses durante la Guerra de Continuación (1941-1944) se estima entre 2377 y 3500 personas.

### Estimaciones soviéticas y rusas
Según las estadísticas oficiales soviéticas, Finlandia perdió a 2377 hombres como prisioneros de guerra, y su tasa de mortalidad fue del 17 por ciento.
Según el historiador ruso Viktor Konasov, 2 476 finlandeses fueron registrados por el NKVD (Comisariado del Pueblo para Asuntos Internos), de los cuales 1972 fueron manejados por campos de prisioneros de guerra, la mayoría manejados por el campamento N°. 158 en Cherepovéts, Óblast de Vólogda y sus subcampos. De todos los capturados, 582 eran de la ofensiva finlandesa en 1941, 506 durante 1942 y 1943, y 2313 fueron capturados durante la ofensiva soviética de 1944.

### Historiadores finlandeses
Los historiadores finlandeses estiman que el número de presos rondaba las 3.500 personas, de las cuales cinco eran mujeres. El número de fallecidos se estima en alrededor de 1.500 personas. Aproximadamente 2,000 personas regresaron a casa. Se estima que la tasa de mortalidad fue incluso del 40 por ciento. El resultado es diferente de las estadísticas soviéticas, donde los funcionarios principalmente revisaron solo a los prisioneros que sobrevivieron para llegar a un campo de prisioneros. Los estudios finlandeses han rastreado a los individuos y sus destinos. Las causas más comunes de muerte fueron el hambre, el frío y el transporte opresivo.
Al comienzo de la captura, las ejecuciones de los prisioneros de guerra finlandeses fueron realizadas principalmente por los partisanos soviéticos. Los partisanos operaron en el interior del territorio finlandés y ejecutaron principalmente a sus soldados y prisioneros de guerra civiles después de un interrogatorio menor. Por lo general, los prisioneros de guerra oficiales finlandeses tenían una oportunidad de sobrevivir hasta llegar a un importante interrogatorio en la sede de los partisanos de Carelia soviéticos o el Frente de Carelia, o cuarteles de la NKVD. Después de esto, un prisionero de guerra finlandés tenía muchas más posibilidades de mantenerse con vida hasta el final de la guerra.
La alta tasa de mortalidad de los prisioneros de guerra tenía problemas objetivos, como grandes pérdidas territoriales al comienzo de la guerra y un alto número de prisioneros de guerra. Hubo escasez de alimentos y medicinas, y los prisioneros de guerra tuvieron que trabajar de manera agotadora en los campos de trabajo forzado. Además, el tratamiento médico era de un nivel muy bajo. Sin embargo, en general, el trato a los prisioneros de guerra finlandeses era humanitario, aun siendo tiempo de guerra.

## Repercusiones
En 1992 se estableció un monumento conmemorativo en el cementerio de Cherepovéts, donde fueron enterrados los prisioneros de guerra finlandeses.